# Bugzilla
Bugzilla er et web-baseret open source fejlrapporteringssystem, der blev originalt udviklet og brugt af Mozilla, og har licensen Mozilla Public License.
Blandt andre, Bugzilla er brugt af Mozilla Foundation, WebKit, FreeBSD, GNOME, KDE, Apache Software Foundation, Red Hat, MediaWiki, og LibreOffice.

## Historie
Bugzilla var originalt udtænkt af Terry Weissman i 1998 til Mozilla, og var originalt programmeret med Tcl, men er nu omskrevet på Perl.

## Udgivelser
Her er en tidslinje over Bugzilla-udgivelser: